# Unbuntaufbau
Der Unbuntaufbau ist eine Möglichkeit des Bildaufbaus im Mehrfarbendruck.

## Vierfarbendruck mit Unbuntaufbau (GCR)

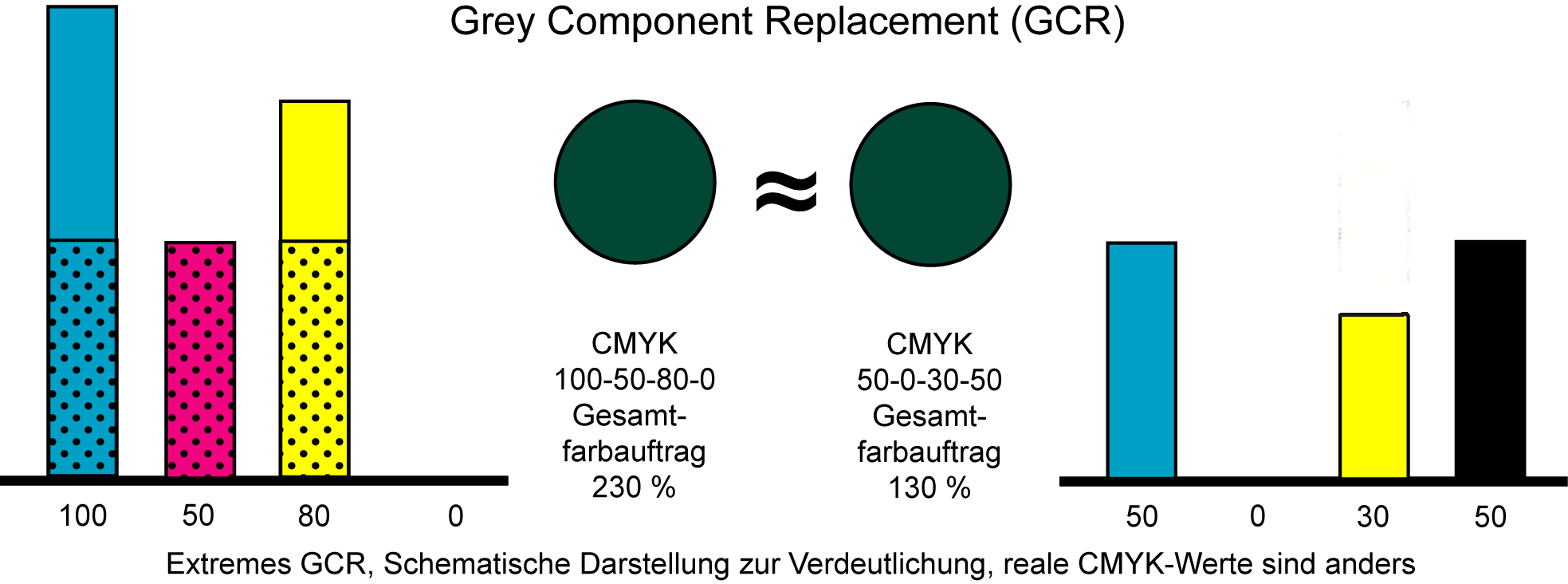
Grafik des Grey Component Replacements

Aus der Farbenlehre von Harald Küppers ergibt sich für den Vierfarbendruck die alternative Möglichkeit des Unbuntaufbaus (engl.: Grey Component Replacement, GCR). Jetzt entstehen sämtliche Unbuntwerte im Druckbild durch Teilmengen der Druckfarbe Schwarz, die mit den unbedruckten Restflächen des weißen Druckpapiers zusammenwirken und so die Unbuntwerte hervorbringen. Teilmengen der bunten Druckfarben YMC werden nun nur noch benötigt, um die Buntwerte der Farbnuancen zu bilden. Im Prinzip wurde dadurch die Technologie des Vierfarbendrucks auf den Kopf gestellt. Denn nun arbeitet man mit Skelett-Farbauszügen für die bunten Druckfarben CMY und mit einem vollen Farbauszug für Schwarz.
Diese Technologie setzt natürlich voraus, dass die Druckfarbe Schwarz tatsächlich schwarz aussieht, also eine neutrale Dichte von mindestens 3,0 mitbringt. Wo dies nicht der Fall ist, kann die fehlende neutrale Dichte des Schwarz durch entsprechende Teilmengen der bunten Druckfarben CMY unterstützt werden. Das geschieht aber ausschließlich in den neutralen Bildtiefen. Dies nennt man UCA (Under Color Addition).
Wenn man ein Bild malen will, gibt es zwei extreme Möglichkeiten. Der Maler kann sich auf seiner Palette für jede Bildstelle die gewünschte Farbnuance mischen und dann ins Bild auftragen. Er kann aber auch zuerst ein Schwarzweißbild malen, das er anschließend koloriert. So wurden früher die kolorierten Kupferstiche hergestellt. Die erste geschilderte Methode entspricht dem Buntaufbau, die zweite entspricht dem Unbuntaufbau. Der Unbuntaufbau bringt Vorteile: Wesentliche Stabilisierung des Druckprozesses; geringerer Farbverbrauch; weniger Trocknungsprobleme; weniger Makulatur; verbesserte Bildwiedergabe.

## Siebenfarbendruck mit Unbuntaufbau
Die Druckfarben des Vierfarbendrucks besitzen nicht die idealen Eigenschaften, die sie haben sollten. Sie haben spektrale Fehler, die man Fehlabsorptionen und Fehlreflexionen nennt. Man kann sich die Druckfarben nicht so konstruieren, wie man sie gerne haben möchte. Man muss mit den Lösungen arbeiten, die in der Farbenchemie gegeben sind. Aus diesem Grunde ist es unmöglich, im Vierfarbendruck reine leuchtende Farbnuancen in den Sekundärfarben RGB wiederzugeben.
Dieser Mangel wird durch den Siebenfarbendruck behoben. Zusätzlich zu den bunten Druckfarben CMY werden dabei die Druckfarben RGB hinzugenommen. Prinzipiell funktioniert der Siebenfarbendruck nur mit Unbuntaufbau. Die Prozesssicherheit wird noch mal wesentlich gesteigert; der Farbverbrauch wird noch mal reduziert; auch fällt noch mal geringere Makulatur an; Probleme der Trocknung entfallen. Und die Qualität der Bildwiedergabe wird enorm verbessert. Denn in den kritischen Sekundärbereichen RGB werden reine, leuchtende Farben wiedergegeben. Das hat natürlich seinen Preis. Es müssen sieben Farbauszüge hergestellt und sieben Druckplatten kopiert werden. Und der Druckbogen muss durch sieben Farbwerke laufen. Aber bei großen Auflagen werden diese erhöhten Kosten durch die sich ergebenden Einsparungen mehr als kompensiert.